# Maria de Gueldres
Maria de Gueldres ou Maria de Egmond (Grave, 17 de janeiro de 1433 — Edimburgo, 1 de dezembro de 1463) foi a rainha consorte de Jaime II da Escócia e serviu de regente para aquele país de 1449 a 1460.

## Biografia
Maria era filha do duque Arnaldo de Gueldres, e de Catarina de Cleves.
Sua mãe era sobrinha de Filipe, o Bom, Duque da Borgonha, o que fez com que Maria passasse seus anos de formação na corte da Borgonha, sob a tutela de Filipe e sua esposa, Isabel de Portugal, com quem aprendeu muito sobre o funcionamento de uma corte real e começou a desenvolver as bases para as consideráveis habilidades diplomáticas e políticas que utilizou, mais tarde, na Escócia.

### Casamento
Aos dezesseis anos, em 3 de julho de 1449, Maria se casou com Jaime II da Escócia, no Palácio de Holyrood. O casamento fortaleceu não apenas os laços comerciais da Escócia com os Países Baixos, como também laços políticos com a França.
A união entre Jaime II e Maria durou 11 anos e produziu seis descendentes: quatro filhos ― o primogênito, Jaime III da Escócia, Alexandre Stuart, Duque de Albany, Conde de March, senhor de Annandale e Man, David, Conde de Moray, e João, Conde de Mar e de Garioch ― , e duas filhas, Maria e Margarida.

### Regência
Durante o cerco ao Castelo de Roxburgo, em 1460, após a morte acidental de seu marido, que estava muito próximo a um canhão quando este explodiu, Maria se tornou rainha-regente da Escócia, defendendo os interesses de seu filho Jaime III, ainda com apenas nove anos de idade. Como rainha-regente, promoveu a continuidade das Guerras Anglo-Escocesas, sendo responsável por trazer à Captura de Roxburgo um final bem-sucedido.
Maria de Gueldres teve participação indireta na Guerra das Rosas, conflito civil que acontecia na Inglaterra à época de sua regência. Ainda de luto pela morte de Jaime II, recebeu a rainha lancastrina, Margarida de Anjou e seu filho, Eduardo, Príncipe de Gales, que haviam fugido para a Escócia, em busca de refúgio contra os iorquistas, após haverem sofrido uma desastrosa derrota na Batalha de Northampton, em julho de 1460. Maria estendeu a mão a Margarida, reconhecendo que a ajuda à rainha do país vizinho faria sentido, pois se a monarquia inglesa pudesse ser derrubada, o mesmo poderia acontecer na Escócia.
Maria cedeu tropas escocesas para ajudar Margarida e a causa lancastrina, e, em 1461, as duas rainhas chegaram a organizar o noivado entre o príncipe Eduardo e uma das filhas de Maria, além de Margarida haver prometido ceder à Escócia a cidade taticamente sensível de Berwick-upon-Tweed, em troca de apoio.. A ajuda de Maria foi decisiva para a sorte dos Lancaster na Batalha de Wakefield.
Todavia as relações entre ambas diminuíram com a aliança crescente entre o rei Eduardo IV da Inglaterra e o duque Filipe da Borgonha, que era tio de Maria e, caso ela demonstrasse amizade para Margarida, inimiga de Eduardo, isto poderia ameaçar a aliança que Filipe precisava com o rei Eduardo contra o rei Luís XI da França.
Eduardo tentou evitar o apoio de Maria a Margarida propondo casamento à rainha viúva, mas ela recusou. Filipe pressionou-a a desfazer o noivado entre a princesa Margarida da Escócia e o príncipe Eduardo para desapontamento de Margarida.
Maria faleceu aos trinta anos e seu corpo foi sepultado na antiga Igreja Colegiada da Trindade, que ela fundara três anos antes em memória de seu esposo. Ela se localizava na área atualmente conhecida como a Milha Real de Edimburgo, tendo sido demolida, em 1848, para abrir caminho para uma estação ferroviária. Atualmente, seus restos mortais repousam na Abadia de Holyrood.

## Descendência
1. Um filho sem nome (nascido e morto em 19 de maio de 1450);
2. Jaime III da Escócia (10 de julho de 1451 - 11 de junho de 1488);
3. Maria (13 de maio de 1453 - 1488);
4. Alexandre (1454 - 1485), duque de Albany;
5. Davi (1455 - 17 de julho de 1457), conde de Moray a partir de 16 de fevereiro de 1456;
6. João (c. 1457 - 1479), conde de Mar e de Garioch;
7. Margarida, amante de Lorde Guilherme Crichton.